# Ruta (Barciany)

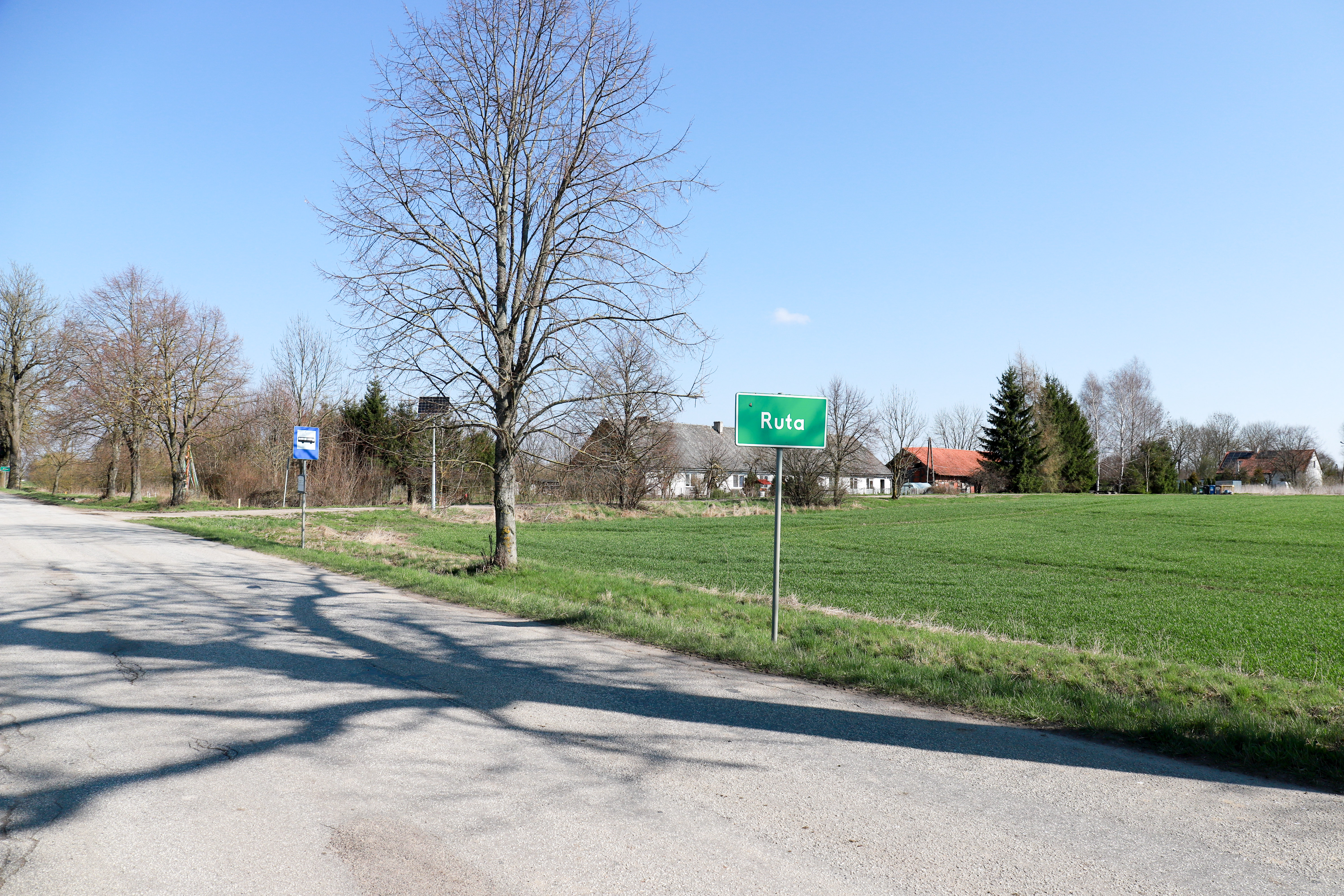
Ortseingang (2023)

Ruta (deutsch Rauttershof) ist ein kleiner Ort in der polnischen Woiwodschaft Ermland-Masuren und gehört zur Gmina Barciany (Landgemeinde Barten) im Powiat Kętrzyński (Kreis Rastenburg).

## Geographische Lage
Ruta liegt in der nördlichen Mitte der Woiwodschaft Ermland-Masuren, elf Kilometer südlich der früheren Kreisstadt Gerdauen (heute russisch Schelesnodoroschny) und 21 Kilometer nordwestlich der heutigen Kreismetropole Kętrzyn (deutsch Rastenburg).

## Geschichte
Der kleine nach 1871 Rautershof, auch: Rauthershof genannte Ort wurde 1820 gegründet und war bis 1945 ein Vorwerk von Willkamm (polnisch Wielewo) im ostpreußischen Kreis Gerdauen.
Seit 1945 gehört der dann „Znajewo“, heute „Ruta“ bezeichnete Ort mit dem gesamten südlichen Ostpreußen zu Polen und ist Teil der Landgemeinde Barciany (Barten) im Powiat Kętrzyński (Kreis Rastenburg), bis 1998 der Woiwodschaft Olsztyn, seither der Woiwodschaft Ermland-Masuren zugehörig.

## Kirche
Bis 1945 war Rauttershof in die evangelische Kirche Molthainen (1938 bis 1945: Molteinen, heute polnisch Mołtajny) in der Kirchenprovinz Ostpreußen der Kirche der Altpreußischen Union sowie in die römisch-katholische Kirche St. Bruno in Insterburg (heute russisch Tschernjachowsk) im Bistum Ermland eingepfarrt.
Heute gehört Ruta zur katholischen Pfarrei Mołtajny im jetzigen Erzbistum Ermland sowie zur evangelischen Kirchengemeinde Barciany, einer Filialgemeinde der Johanneskirche in Kętrzyn in der Diözese Masuren der Evangelisch-Augsburgischen Kirche in Polen.

## Verkehr
Ruta liegt an der Nord-Süd-Woiwodschaftsstraße 591 (einstige deutsche Reichsstraße 141), die von der polnisch-russischen Staatsgrenze bis nach Kętrzyn (Rastenburg) und weiter bis Mrągowo (Sensburg) führt. Auch verläuft eine Nebenstraße von Frączkowo (Fritzendorf) nach Błędowo (Blandau) bzw. Czaczek (Schätzels) durch den Ort.
Über einen eigenen Bahnanschluss verfügt Ruta nicht. Zwischen 1951 und 2000 war Wielewo (deutsch Willkamm) die nächste aber dem Güterverkehr vorbehaltene Bahnstation an der Bahnstrecke Toruń–Tschernjachowsk, die als Personenverkehrsstrecke nur noch bis Korsze (Korschen) befahren wird.